# Ейсап Роки
Раким Ателастън Мейърс (на английски: Rakim Athelaston Mayers), по-известен с псевдонима си Ейсап Роки (A$AP Rocky), е американски рапър и режисьор на музикални видеоклипове. Роден е в Харлем, Ню Йорк. Той е част от групата A$AP Mob.

## Биография
Роден е през 1988 г. Кръстен е на рапъра Раким, който е бил част от групата Ерик Би и Раким. Той е много близък с брат си, покрай неговата компания още от малък се научава да рапира и това му става хоби. Когато Раким е още едва на 12, баща му бива вкаран в затвора (според данни като наркотрафикант), а по-късно убит. Когато е на 13 години, брат му бива убит. След това Раким започва да се занимава с рапиране професионално. Присъединява се към групата ASAP Mob и започва да записва в студия. През 2011 г. издава дебютната си миксирана лента – Live. Love. ASAP, а през 2013 г. дебютния си албум – Long. Live. ASAP. През 2018 издава третия си студиен албум TESTING. Това е първия самостоятелен проект на Rocky, който не е продуциран от неговия ментор – A$AP Yams (починал през 2015).

## Дискография
Студийни албуми
- LONG.LIVE.A$AP (2013)
- AT.LONG.LAST.A$AP (2015)
- TESTING (2018)
- Don't Be Dumb (2024)

### Микстейпове
- LIVE.LOVE.A$AP (2011)

### Видео албуми
- AWGE DVD Vol. 1 (2017)
- AWGE DVD Vol. 2 (2018)

### С A$AP Mob

#### Студийни албуми
- Cozy Tapes Vol. 1: Friends (2016)
- Cozy Tapes Vol. 2: Too Cozy (2017)

#### Микстейпове
- Lords Never Worry (2012)

## Награди и номинации
| Година | Организация                              | Награда                                                 | Награда за | Резултат  |
| ------ | ---------------------------------------- | ------------------------------------------------------- | ---------- | --------- |
| 2011   | BBC                                      | Sound of 2012                                           | Себе си    | Номиниран |
| 2012   | BET                                      | Най-добър нов изпълнител                                | Себе си    | Номиниран |
| 2012   | Видео музикални награди на Ем Ти Ви 2012 | Най-добри визуални ефекти в музикален видоеклип         | „Goldie“   | Номиниран |
| 2012   | Европейски музикални награди на Ем Ти Ви | Американски изпълнител, който ще стане световноизвестен | Себе си    | Номиниран |
| 2012   | Европейски музикални награди на Ем Ти Ви | Най-добре изглеждащ изпълнител                          | Себе си    | Номиниран |